# Damenkränzchen

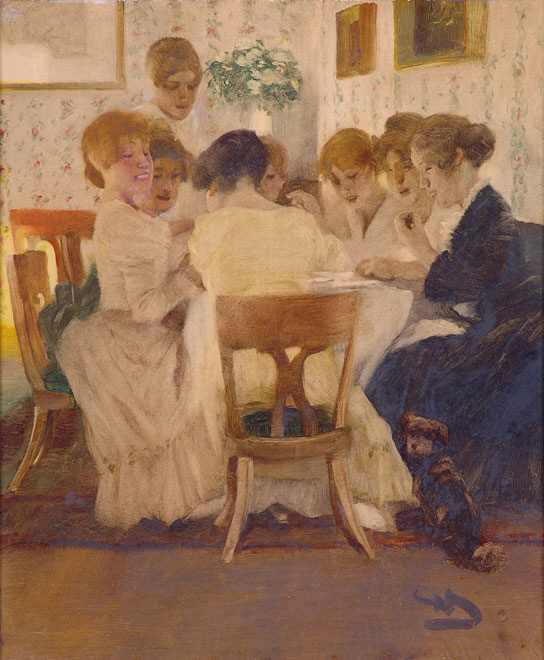
Kaffeekränzchen (Вильгельм Шройер, 1866—1933)

Damenkränzchen (в пер. с нем. дамский круг) — собрание, ограниченное женщинами с практически равным социальным равенством для обмена во второй половине дня или вечером. Аналогично, существуют также женские завтраки и бранчи для утренних или вечерних встреч.
На дамских венках с исключительным участием «девственниц» (никогда не замужних женщин преклонного возраста) также идут разговоры о девичьих венках со слегка злобным оттенком, игрой слов к венку из волос, заплетённых из мирта.

## История

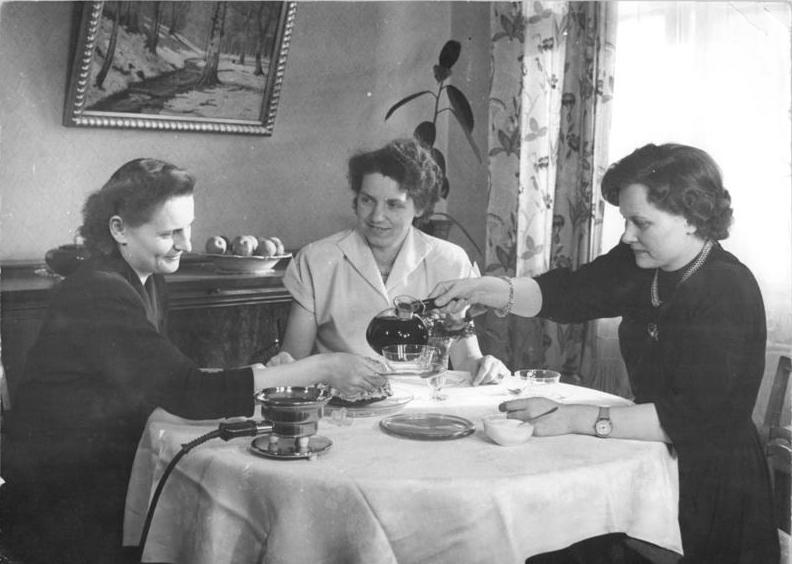
Кофейная вечеринка в ГДР, 1955 год

Женская вечеринка — обычай немецкой буржуазии, мужским аналогом которой является стол завсегдатаев (вне дома) или (в отношении кофейной вечеринки, которая превратилась в женскую сферу) кофейня, в которой изначально доминировали мужчины. Предтечи дамского круга существовали уже в XVII веке.
Нередки случаи, когда женский кружок рассматривается как феномен буржуазного женского и девичьего движения. Иллюстрированная газета для девочек Das Kränzchen (1888/89—1933/34) также связана с этим контекстом. С другой стороны, особенно в католическом молодежном движении, девичий венок стал синонимом национальных собраний девушек с середины XIX века.
Название происходит от (королевского) венка, который победители получали на стрельбе на Троицу (нем. Pfingstschießen) и которые, таким образом, были обязаны в то же время провести следующий фестиваль. Соответственно, в период с XVI по XVII век термин «Kränzchen» утвердился для обозначения всех видов (более мелких) собраний, на которых члены обязывались по очереди организовывать очередное собрание.
В англоязычном мире дамский круг соответствует чаепитию.

## Литературные и музыкальные произведения
- В 1862 году Рудольф Жене использовал термин «женский венок» (нем. Frauenkranz) для изображения серии портретов женских персонажей в книге.
- Жак Оффенбах перекладывает стишок на музыку в «Парижской жизни» (нем. Pariser Leben): Ach! welch’ ein schöner Damen-Kranz! Die Pracht hat mir den Sinn verrückt. Mich fast erdrückt – Paris, wie hast du mich entzückt!?
- В романе Георга Бёттихера «Alfanzereien» (1899) используется застольная песня со следующим началом: Geselligkeit — wie reizend klingt der Name in holder Frauen Kranz — in holder Frauen Kranz!